# Nazareth (Belgique)
Pour les articles homonymes, voir Nazareth (homonymie).
Nazareth est une section de la commune néerlandophone de Nazareth-La Pinte en Belgique située en Région flamande, dans la province de Flandre-Orientale.
C'était une commune indépendant avant de fusionner avec celle de La Pinte le 1er janvier 2025 pour former Nazareth-La Pinte.

## Géographie

### Sections de la commune
| # | Section  | Superf. (km²) | Habitants (2020) | Habitants par km² | Code INS |
| - | -------- | ------------- | ---------------- | ----------------- | -------- |
| 1 | Nazareth | 25,90         | 6.463            | 250               | 44048A   |
| 2 | Eke      | 9,54          | 5.238            | 549               | 44048B   |
| 3 | La Pinte | 8,85          | 9.273            | 1.048             | 44012A   |
| 4 | Zevergem | 9,13          | 1.769            | 194               | 44012B   |

### Communes limitrophes
- a. La Pinte
- b. Zevergem (La Pinte)
- c. Semmerzake (Gavre)
- d. Asper (Gavre)
- e. Ouwegem (Zingem)
- f. Kruishoutem
- g. Petegem-aan-de-Leie (Deinze)
- h. Astene (Deinze)
- i. Deurle (Laethem-Saint-Martin)

## Origine du nom
En ce qui concerne l'origine du nom Nazareth, qui apparait déjà dans un texte de 1259, plusieurs explications ont été avancées. La plus vraisemblable est que la commune a volontairement été appelée ainsi en référence à la Nazareth biblique. Une explication moins probable situe l'origine du nom dans une mauvaise retranscription du mot magherhet (magere heide), maigre bruyère.

## Histoire
La seigneurie de Nazareth appartenait au comté de Flandre et était divisé en deux fiefs et dépendait administrativement de trois châtellenies : celle de Courtrai, celle d'Audenaerde dite de Stenen man, celle de Gand dite d'Oudburg.
La seigneurie de Nazareth à la suite de diverses successions et héritages est entrée au XVIIe siècle dans la possession de Louis van Rockolfing, descendant des van der Zickele. En 1652 la seigneurie obtint le droit de haute justice. 
La famille van Rockolfing conserva la seigneurie de Nazareth jusqu'à l'annexion à la république française en 1795.

## Démographie

### Évolution démographique: Avant la fusion des communes
- Sources : INS, Rem. : 1831 jusqu'en 1970 = recensements, 1976 = nombre d'habitants au 31 décembre[3].

### Évolution démographique de la commune fusionnée
Graphe de l'évolution de la population de la commune. Les données ci-après intègrent les anciennes communes dans les données avant la fusion en 1977.
- Source : DGS - Remarque: 1831 jusqu'à 1981=recensement; depuis 1990=nombre d'habitants chaque 1er janvier[4]

## Liste des bourgmestres de Nazareth[5]

### Ancien Régime
- Jan van den Damme 1642
- Pieter de Paepe 1643
- Engel Buyck 1648
- Lieven Beyens 1652
- Laurens van Zele 1662
- Philip van der Cruyssen 1672 et 1684
- Andries van Damme 1678
- Jacob van de Woestyne 1700
- Lieven Camont 1716
- Jacob van Parys 1726
- Jacob Bekaert 1744
- Jacob Rogge 1750
- Lieven Meiresonne 1751
- Maurus Bekaert 1759
- Domien van der Sypt 1763

### Nouveau Régime

#### France
- Jean-Nicolas Spillebout 1803
- Louis-Emmanuel van Rockolfing van Nazareth 1806

#### Royaume des Pays-Bas
- Cornelis Bekaert 1818

#### Royaume de Belgique
- Louis-K.-J.-G. van Rockolfing van Nazareth 1836
- Philippe Kervyn van Volkaersbeke 1861-1881

## Héraldique
|  | La commune possède des armoiries qui lui ont été octroyées le 22 juillet 1925 et à nouveau le 23 mai 1978. Elles combinent les armoiries de deux familles. Le domaine de Nazareth est devenu, au milieu du XVIIe siècle une propriété de Lodewijk de Rockolfing, dont les descendants ont possédé le domaine jusqu'à la fin du XVIIIe siècle et en ont donc été les derniers propriétaires (Lodewijk Karel van Rockolfing de Nazareth (nl)). L'autre moitié montre les armoiries de Pieter Kervyn de Volkaersbeke, maire de Nazareth et propriétaire du château local, dans la seconde moitié du XIXe siècle. Il a joué important dans le développement du village. Blasonnement : Parti: 1. D'or à trois roses de gueules, boutonnées du champ et feuillée de sinople, au chef de gueules au lion passant regardant d'or, lampassé de gueules. 2. De sable au chevron d'or, accompagnée en chef d'une branche de chêne fruitée et feuillée de deux pièces et d'une étoile à six branches, le tout d'or, et en pointe d'une patte d'aigle de d'argent, qui est Kervyn. Source du blasonnement : Heraldy of the World. |

## Curiosités
- L'église du XIXe siècle (1861 - 1870)
- L'ancien château a été construit en 1771 par Lodewijk-Emmanuel van Rockolfing. Sa petite-fille, Eugenia-Amelia a épousé Philips-August Kervyn de Volkaersbeke. Le château est aujourd'hui occupé par la famille du baron Kervyn de Volkaersbeke.
- Le petit château ('t Kasteeltje) a été construit en 1880 par les baronnes Marie, Louise et Augusta Kervyn de Volkaersbeke et fut donné plus tard aux sœurs cisterciennes, en 1912. Il fait partie de l'accueil des enfants et du château des enfants.[pas clair]

## Accidents notoires
- En février 1996, un carambolage dû au brouillard implique environ 200 véhicules et cause la mort de 10 personnes sur l'autoroute E17, à hauteur de la localité.